# Laiyang
Koordinaten: 36° 59′ N, 120° 43′ O
Die Stadt Laiyang (chinesisch 莱阳市, Pinyin Láiyáng Shì) ist eine kreisfreie Stadt in der ostchinesischen Provinz Shandong und gehört zum Verwaltungsgebiet der bezirksfreien Stadt Yantai. Sie hat eine Fläche von 1.732 km² und zählt 878.591 Einwohner (Stand: Zensus 2010).